# Ásmegin
Ásmegin — норвежская фолк-викинг-метал-группа, образованная в 1998 году. В своей музыке, помимо характерного для метала набора инструментов, группа использует множество аутентичных музыкальных инструментов, таких как норвежская цитра, аккордеон, флейта и т. д. С группой совместно работали участники групп Borknagar, Solefald (Ларс Недланд) и Ram-Zet (Сареета).
Название группы можно перевести c норвежского как силы древних богов.

## История
Музыкальный коллектив Ásmegin был образован в 1998 году. В 1999 и 2000 году было записано две демо-ленты — Naar Rimkalkene Heves и Af Helvegum соответственно (последнее не было официально реализовано). Первое же демо распространялось усилиями лейбла Valgalder Records, который был специально для этого создан участниками группы. В дальнейшем лейбл также занялся распространением музыкальных релизов других групп, в том числе на нём был издан дебютный альбом русской группы Tvangeste Damnation of Regiomontum. Дебютный альбом Hin Vordende Sod & Sø был записан зимой 2003 года и издан в октябре этого же года лейблом Napalm Records, с которым был подписан договор на выпуск четырёх альбомов.

## Музыка
Первоначально Ásmegin двигались в направлении викинг-метала (что характерно для их первой демозаписи), впоследствии начав дополнять свою музыку фолк- и прогрессив-составляющей. Среди источников музыкального вдохновения Marius Olaussen называет норвежский фольклор, кельтскую, а также английскую средневековую музыку.

## Лирика
Среди лирической тематики, используемой группой для наполнения своего творчества, Ásmegin используют норвежский фольклор, историю и литературу XIX века.При этом также не обходятся стороной темы оккультизма, мифологии и религии Асатру. Однако от последнего группа отказалась после ухода их вокалиста Одуна, который был главным вдохновителем подобных текстов. После его ухода группа стала затрагивать тематику скандинавских средневековых баллад, а также более позднего фольклорного материала, по большей части деревенского.

## Состав

### Настоящий состав
- Erik Rasmussen — харш-вокал, ударные
- Marius Olaussen — гитара, бас-гитара, аккордеон, мандолина, меллотрон, фортепиано
- Raymond Håkenrud — гитара, бас, вокал
- Tomas Torgersbråten — бас, бэк-вокал
- Lars Fredrik Frøislie — клавишные, меллотрон, фортепиано

### Бывшие участники
- Bjørn Olav Holter — вокал (2001—2003)
- Skule Jarl (Nordalv) — ударные (1998—2001)
- Iving Mundilfarne — флейта, гитара (1998—1999)
- Auðrvinr Sigurdsson — гитара, вокал (1998—2001)
- Anders Torp — ударные (1999)
- Tommy Brandt — ударные (2001—2007)
- Ingvild Johannesen (Sareeta) — вокал (2003—2007)
- Lars Nedland — «чистый» вокал

## Дискография
- 1999 — Naar Rimkalkene Heves (демо)
- 2000 — Af Helvegum (демо)[4]
- 2003 — Hin Vordende Sod & Sø
- 2008 — Arv